# Strangelove
"Strangelove" é o décimo oitavo single do Reino Unido de Depeche Mode, lançado em 13 de abril de 1987 como o primeiro single do seu sexto álbum de estúdio Music for the Masses. Alcançou o número 16 na UK Singles Chart, número 2 na Alemanha Ocidental e na África do Sul, e foi um dos 10 principais sucessos em vários outros países, incluindo a Suécia e a Suíça. Nos Estados Unidos, alcançou o número 76 na Billboard Hot 100 e foi o primeiro de nove números nas paradas de dança americana, onde permaneceu por três semanas no topo.
A versão original de "Strangelove" é uma faixa de synth-pop em ritmo acelerado. Apesar de bem sucedido, isso não parecia se encaixar com o estilo mais melancólico do Music for the Masses, então Daniel Miller fez uma versão mais introspectiva que se tornou a versão do álbum. Alan Wilder, na seção Q&A de seu site Recoil, escreve que a banda achava que a versão única era "muito confusa" e foi a razão pela qual o remix de Miller foi comissionado. Miller expôs isso no DVD do documentário remasterizado do Music for the Masses, afirmando que ele achava que a versão original era muito complicada e se beneficiaria da simplificação.
Ele foi remixado pela equipe de produção Bomb the Bass e lançado novamente como single nos Estados Unidos como "Strangelove '88", alcançando o número 50 no Hot 100.

## Lados B
Existem dois lados B para "Strangelove", ambos instrumentais. "Pimpf" é um instrumental sombrio que é principalmente piano, em homenagem a uma revista das organizações da Juventude Hitlerista. "Pimpf" mais tarde aparece como a faixa final no Music for the Masses. Há também um remix disponível em alguns singles "Strangelove" chamados "Fpmip" ("Pimpf" para trás).
O segundo instrumental é o "Agent Orange", em homenagem ao herbicida usado na Guerra do Vietnã. No final da música, você pode ouvir algum código Morse. Há rumores que o trecho significa "Se alguém pode ouvir isso, por favor me ajude", mas na verdade são apenas sons inarticulados (LAXI ".- .. .-..- ..", repetido várias vezes). "Agent Orange" aparece mais tarde como a primeira faixa bônus da versão para CD/Cassete do Music for the Masses.
Nota: Existem três durações diferentes para "Pimpf":
- "Pimpf" 3.56: Esta versão aparece nos lançamentos originais de vinil.
- "Pimpf" 4.55: Esta versão aparece em versões de vinil e disco compacto e contém uma faixa oculta, Interlude #1, que começa em 4.18 (20 segundos depois que "Pimpf" terminou).
- "Pimpf" 4.34: Esta versão aparece no single "Strangelove".

## Os vídeoclipes
O videoclipe de "Strangelove" foi dirigido por Anton Corbijn e aparece no vídeo Strange e nos Videos 86>98. Filmado em Super-8 e monocromático, o vídeo mostra a banda em vários locais de Paris, quartos de hotel e em um estúdio posando em frente a um cenário ondulante. A ação ao vivo é combinada com sequências curtas de animação de quadro de parada. O vídeo também estrelou duas modelos em roupas íntimas (uma das quais era a parceira de Anton Corbijn), assim como pedestres de passagem, apresentados na sequência de 'tomadas rápidas'. Nos Estados Unidos, a MTV objetou algumas das imagens mais reveladoras das modelos e o vídeo foi editado para substituí-los por imagens da banda.
Havia também um vídeo dirigido por Corbijn para "Pimpf", exclusivo para o vídeo Strange, que mostra Dave Gahan, Andy Fletcher e Alan Wilder gritando um com o outro e sincronizando com o canto sintético, enquanto Martin Gore toca a música em um piano. Enquanto Gore toca piano no vídeo, é Wilder quem toca piano em todos os instrumentais de piano da banda de 1987 a 1990, bem como "Somebody".
Em 1988, outro vídeo de "Strangelove" foi lançado para a versão do álbum. Foi dirigido por Martyn Atkins, que fez fotografia para álbuns anteriores da banda. Não foi lançado publicamente em videocassetes ou DVDs até o DVD Videos 86>98+ em 2002. Este vídeo é muito mais simples do que o original, e apresenta a banda tocando em um local da cidade (Senate House, a sede federal da Universidade de Londres).

## Lista de faixas

### 7": Mute / Bong13 (UK) & 7": Sire / 7-28366 (EUA)
1. "Strangelove" – 3:45
2. "Pimpf" – 4:33

### 12": Mute / 12Bong13 (UK)
1. "Strangelove (Maxi Mix)" – 6:32
2. "Strangelove (Midi Mix)" – 1:38
3. "Fpmip" – 5:21

### 12": Mute / L12Bong13 (UK)
1. "Strangelove (Blind Mix)" – 6:31
2. "Pimpf" – 4:33
3. "Strangelove (Pain Mix)" – 7:19 (remixado por Phil Harding)
4. "Agent Orange" – 5:05

### 12": Mute / DanceBong13 (UK)
1. "Strangelove (Blind Mix)" – 6:31
2. "Strangelove (The Fresh Ground Mix)" – 8:14 (remixado por Phil Harding)

### CD: Mute / CDBong13 (UK)
1. "Strangelove (Maxi Mix)" – 6:32
2. "Pimpf" – 4:33
3. "Strangelove (Midi Mix)" – 1:38
4. "Agent Orange" – 5:05
5. "Strangelove" – 3:45

1. "Strangelove" – 3:45
2. "Pimpf" – 4:33
3. "Strangelove (Maxi Mix)" – 6:32
4. "Agent Orange" – 5:05
5. "Strangelove (Blind Mix)" – 6:31
6. "Fpmip" – 5:21
7. "Strangelove (Pain Mix)" – 7:19
8. "Strangelove (Midi Mix)" – 1:38

### 12" Sire / 0-20696 (EUA)
1. "Strangelove (Maxi Mix)" – 6:32
2. "Strangelove (Midi Mix)" – 1:38
3. "Strangelove (Blind Mix Edit)" – 6:10
4. "Fpmip" – 5:21

### 12" Sire / 0-20769 (EUA)
1. "Strangelove" (Pain Mix) – 7:19
2. "Strangelove" (Pain Mix 7" Edit) – 3:29
3. "Agent Orange" – 5:05

- "Fpmip" é "Pimpf" com uma introdução diferente que soa como a música tocada ao contrário.

### 3"CD Sire/Reprise / 2-27777 (EUA)
1. "Strangelove (Remix Edit)" – 3:52 (remixada por Tim Simenon & Mark Saunders)
2. "Nothing (Remix Edit)" – 3:58 (remixada por Justin Strauss)

### 7" Sire / 7-27777 (EUA)
1. "Strangelove" (Album Version 7" Edit) – 3:44
2. "Nothing" (Remix Edit) – 3:58

- Também lançado em cassete (Sire / 27991-4)

### 12" Sire / 0-21022 (EUA)
1. "Strangelove (Highjack Mix)" – 6:30 (remixada por Tim Simenon & Mark Saunders)
2. "Strangelove (Remix Edit)" – 3:46
3. "Nothing (Zip Hop Mix)" – 7:06 (remixada por Justin Strauss)
4. "Nothing (Dub Mix)" – 6:40 (remixada por Justin Strauss)

### CD Sire / PRO-CD-3213 (EUA)
1. "Strangelove" (Remix Edit) – 3:46
2. "Strangelove" (Album Version 7" Edit) – 3:44
3. "Strangelove" (Blind Mix 7" Edit) – 3:57
4. "Strangelove" (Highjack Mix) – 6:30

- Promo CD americano.

O "Zip Hop Mix" de "Nothing" apareceu no raro disco da compilação de remixes de Depeche Mode,  Remixes 81-04 em 2004.

## Outras aparições e versões
Em 1988, junto com a faixa "Nothing", um novo mix da música chegou às paradas de dança americanas e em 7 de setembro de 1988 a banda tocou "Album Version 7" Edit" de "Strangelove" no MTV Video Music Awards nos Estados Unidos.
"Strangelove" foi sampleado na canção "Life Ain't a Game" de Ja Rule.